# ロストラ柱 (ウラジオストク)
ウラジオストクのロストラ柱（ウラジオストクのロストラちゅう、ロシア語: Ростральная колонна Владивостока）はロシア共和国東端の大都市ウラジオストクにあるロストラ柱で、東端の大都市「サンクトペテルブルクのロストラ柱一対」に範を取って1982年に建てられた。ロストラ柱は戦勝柱の一種で、古代ギリシャと古代ローマで始まり、海軍による軍事的勝利記念または重要な海事記念として建てられてきた。

## 歴史
1959年1月、ウラジオストク市下院労働者評議会は、1860年市創設百周年記念日を祝うための準備で、記念碑を作成するための記念委員会を設立した。すぐに花崗岩の石碑のプロジェクトが発表され、上にはロシア帝国海軍の輸送船「マンジュール号」（Манджур＝満州号の意味）、下にはウラジオストクへ招く身振りをする船乗りの像が発表された。船乗りの像と輸送船の像はムィティシ工場で鋳造されたが、記念日までに花崗岩の石碑を作る時間はなく、一時的なコンクリートの六角柱が建てられた。像の台座にはレーニンの言葉「ウラジオストクは遠くにあるが、これは私たちの町で、例えば...」が刻まれて、記念碑のオープンは1960年7月2日に行われた。
2010年になって、2012年APECサミットへの準備計画のプロジェクトの一環で、ルースキー島連絡橋や黄金橋などの建設と共に、このロストラ柱の修復が始まった。柱は25メートルになり、輸送船は最近建設された高速道路向きへと180度方向を変えて、2012年に完成した。

## 千ルーブル紙幣

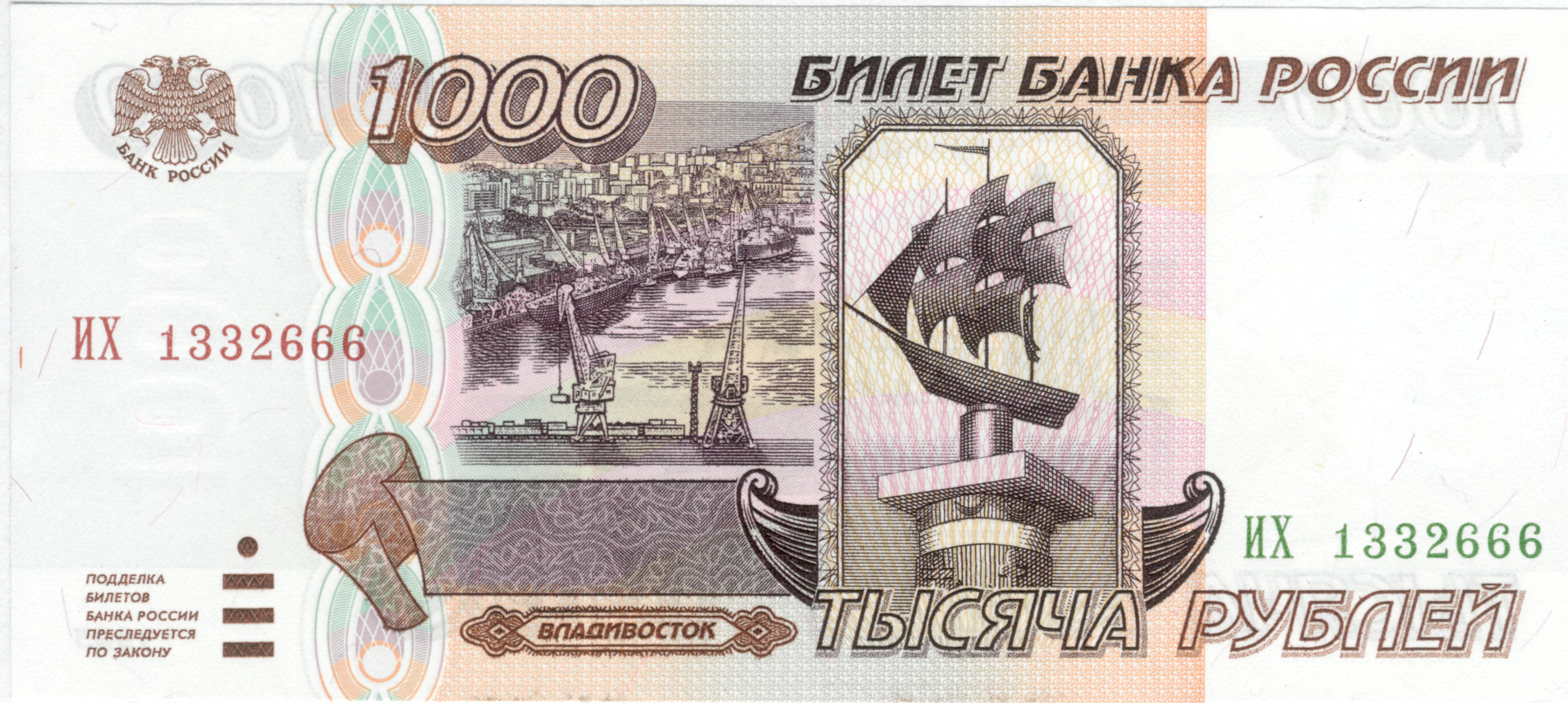
千ルーブル紙幣の裏にウラジオストク港とロストラ柱

ロストラ柱の上部は、ロシア中央銀行の1995年から流通した1,000ルーブル紙幣に描かれた。しかし、1998年1月1日からは流通中止になっている。

## その他
このロストラ柱はウラジオストクだけでなく、近隣のアルチョーム、ナジェジジンスコエ地区などの新婚夫婦に人気の散歩場所になっている。